# شهرستان شربرن (مینه‌سوتا)
شهرستان شربرن، مینه‌سوتا (به انگلیسی: Sherburne County, Minnesota) شهرستانی در ایالات متحده آمریکا است که در مینه‌سوتا واقع شده‌است.